# حورة (إسرائيل)

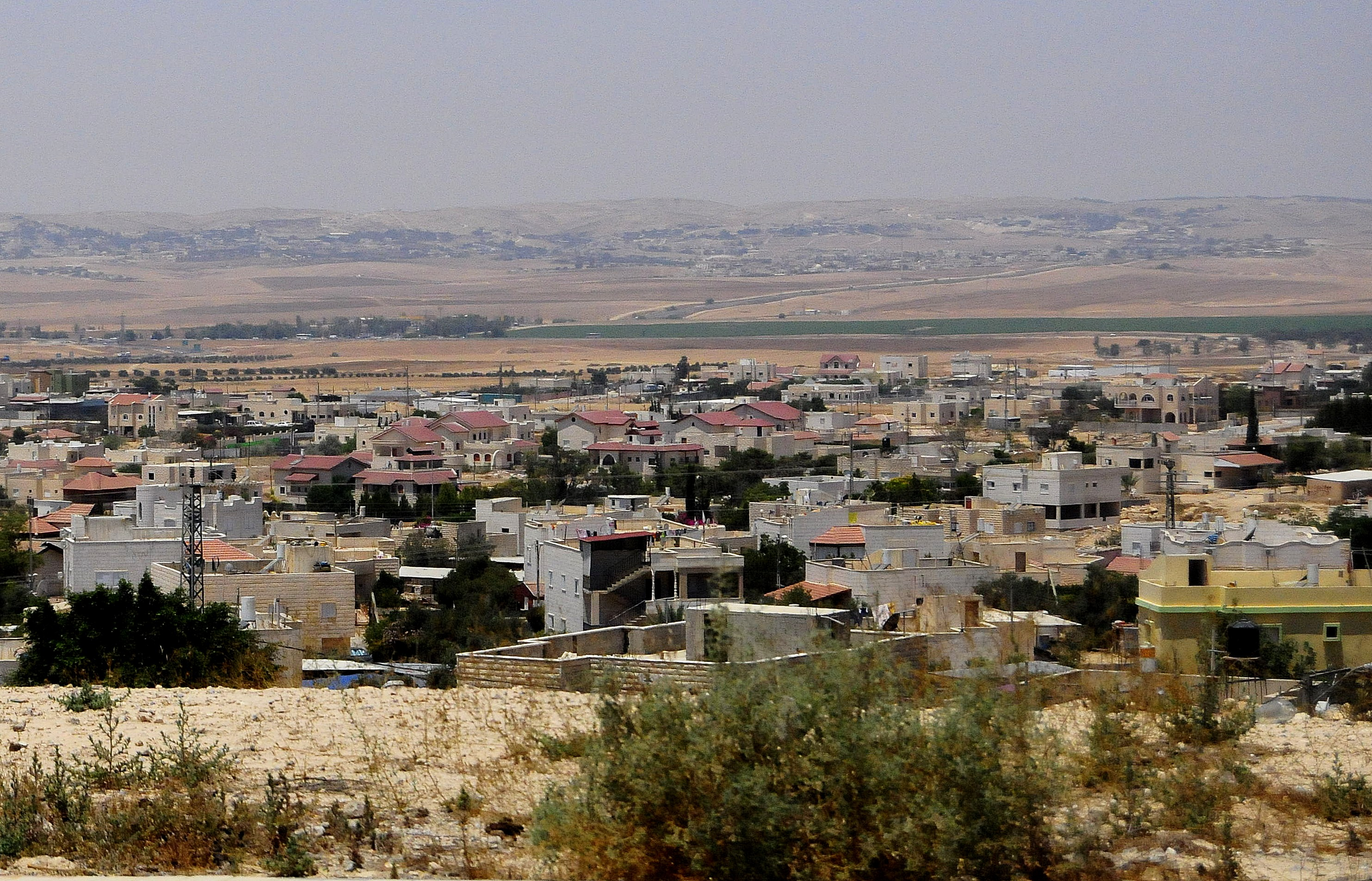
حورة تصنف قريه بدوية في النقب

تأسست حورة عام 1989 شمال بئر السبع كجزء من المدن والقرى السبع الدائمة التي تم إنشاؤها في منطقة النقب للقبائل البدوية: رهط، كسيفة، تل السبع، عرعرة النقب، اللقية وشقيب السلام. وتسكن في المنطقة قبيلتا أبو القيعان والعطاونة. منذ عام 1991 تم ضمها (مع اللقية) إلى المجلس الإقليمي، وفي عام 1996 حصلت البلدة على وضع بلدية مستقلة.
هناك نسختان بخصوص أصل اسم البلدة. الأول يرى أن الاسم مشتق من اسم البلدة القديمة والمزدهرة في ذلك الوقت "حور"، والتي كانت موجودة جنوب شرق البلدة خلال العصر البيزنطي، وحافظت على بقائها جيدًا بفضل موقعها الجغرافي الجذاب في ذلك الوقت.
في عام 2014، تم اكتشاف دير من العصر البيزنطي بأرضية فسيفسائية مذهلة عند مدخل البلدة، خلال أعمال التنقيب التي أجرتها سلطة الآثار بهدف بناء تقاطع على شارع 31. ويعتزم مجلس الحورة إعادة إنتاج الدير دير بفسيفساءه لمشروع وادي عتير السياحي الزراعي القريب. 
تتوسط بلدة حورة العربية البلدات الأخرى في منطقة النقب في جنوب فلسطين، وتتمركز على شريان مواصلات رئيسياً يتجه شرقا ليوصل الزائرين إلى أخفض نقطة عن مستوى سطح البحر على وجه الكرة الأرضية.
لا يزيد العمر الزمني لحورة عن ربع قرن بكثير، حيث شُيد البناء الأول في بلدة حورة الحديثة عام 1989 ومنذ ذلك الحين.
وصل عدد سكان البلدة حتّى 2021 هو 23,943 نسمة، ومنتصف العمر 30. يصلّ عدد الرجال إلى 12,084، وعدد النساء 11,859 كلهم من المسلمين. نسبة الخصوبة فتبلغ 4.62، إضافة إلى ذلك الهجرة الموجبة 103. أمّا مكانتها في المؤشّر الاقتصادي هو 1 من أصل 10.

## ميدان التربية والتعليم
تم تنفيذ عشرات المشاريع الطلائعية ومن أبرزها المنظومة البيئية الأولى في البلاد والثالثة في العالم، والتشبيك المحوسب للبلدة، إضافة إلى ابتكار الوسائل والمراكز التشغيلية لمساعدة السكان في الانخراط في سوق العمل والإنتاج واكتساب المهن.

## المؤسسات التعليمية
هناك 7 مدارس ثانويّة و5 مدارس إعداديّة و9 مدارس ابتدائيّة بحسب دائرة الاحصاء المركزيّة، فقد بلغ نسبة الحاصلين على شهادة البجروت %69.0، ونسبة المنتسبين للتّعليم الأكاديميّ %2.0.

### مدارس ثانوية
- مدارس عادية: «عهد» «النور» «السلام» «حورة الشاملة»، «الحياة» «المدرسة التكنولوجية».
- أطر تربوية متخصصة: مدرسة «الوفاء» للتوحديين، مدرسة التربية الخاصة، مركز الموهوبين.

### مدارس ابتدائية وأطر للطفولة المبكرة
- مدرسة «المجد»، مدرسة «البيادر»، مدرسة «الاندلس»، مدرسة «حورة –أ»، مدرسة «حورة- ب»:، مدرسة «الزهراء».
- أكثر من خمسين روضة للاطفال من سن ثلاث سنوات وما فوق.
- حضانات من عمر 3 أشهر حتى جيل 3 سنوات.
- حضانات لرعاية أطفال الامهات العاملات.

### مراكز تربوية أخرى
- مركز «ماتيا» للتشخيص التربوي والعسر التعليمي.
- روضة العلوم النموذجية.
- بيت «مربية الأطفال» لخدمة معلمات البساتين.
- مركز الطفولة المبكرة.

## المؤسسات الخدماتية
- المجلس المحلي وأقسامه المتنوعة ومنها: قسم الرفاه الاجتماعي وقسم الخدمات النفسية.
- مركز خدمات الطوارئ (106) ويقدم الخدمات على المستوى الإقليمي والقطري أيضاً.
- المركز الجماهيري.
- المكتبة العامة.
- مركز الشباب.
- وحدة الشبيبة.
- مركز (ريان) للتشغيل والتنمية البشرية
- وحدة التخطيط الاستراتيجة
- قاعات وملاعب رياضية

## المراكز الصحية
- مركز حورة الطبي.
- مركز الخدمات الصحية الليلي.
- عيادات صناديق المرضى.
- وحدة متابعة نمو وتطور الطفل.
- مراكز الامومة والطفولة.
- عيادات خاصة لطب الاسنان.
- صيدليات.

## الصناعة والتجارة
على الجهة اليسرى من مداخل البلدة تمتد منطقة صناعية وحرفية تعج بالورش والمعامل والخدمات الأخرى، كما تنتشر في أنحاء البلدة العشرات من المحلات التجارية المتنوعة التي تخدم سكان البلدة والمناطق المجاورة.
- إنشاء وتأسيس الشركة الاقتصادية الأولى في البلدات العربية في الجنوب.

## إنجازات
من الالقاب وشهادات التقدير والانجازات العامة التي تمكنت حورة من نيلها على مر السنين وخاصة في العقد الأخير:
-	الحصول على الجائزة القطرية للتربية والتعليم من قبل وزارة المعارف.
-	حصول رئيس سلطتها المحلية على لقب «فارس الحكم المحلي» من قبل سلطة جودة الحكم.
-	الحصول على لقب «القرية الخضراء» وجائزة البيئة النظيفة من قبل وزارة جودة البيئة.
-	التوقيع على اتفاقية توأمة مع بلدية (سنجق تبه) التركية.

### مشاريع
- مشروع «وادي عتير» – المنظومة البيئية الصحراوية.
- المطبخ النسائي لاعداد الوجبات الساخنة للمدارس.
- فرع شركة الاتصالات القطرية (بيزك)- مركز الخدمات الهاتفية القطري الوحيد من نوعه في بلدة عربية.[10]

## معرض صور

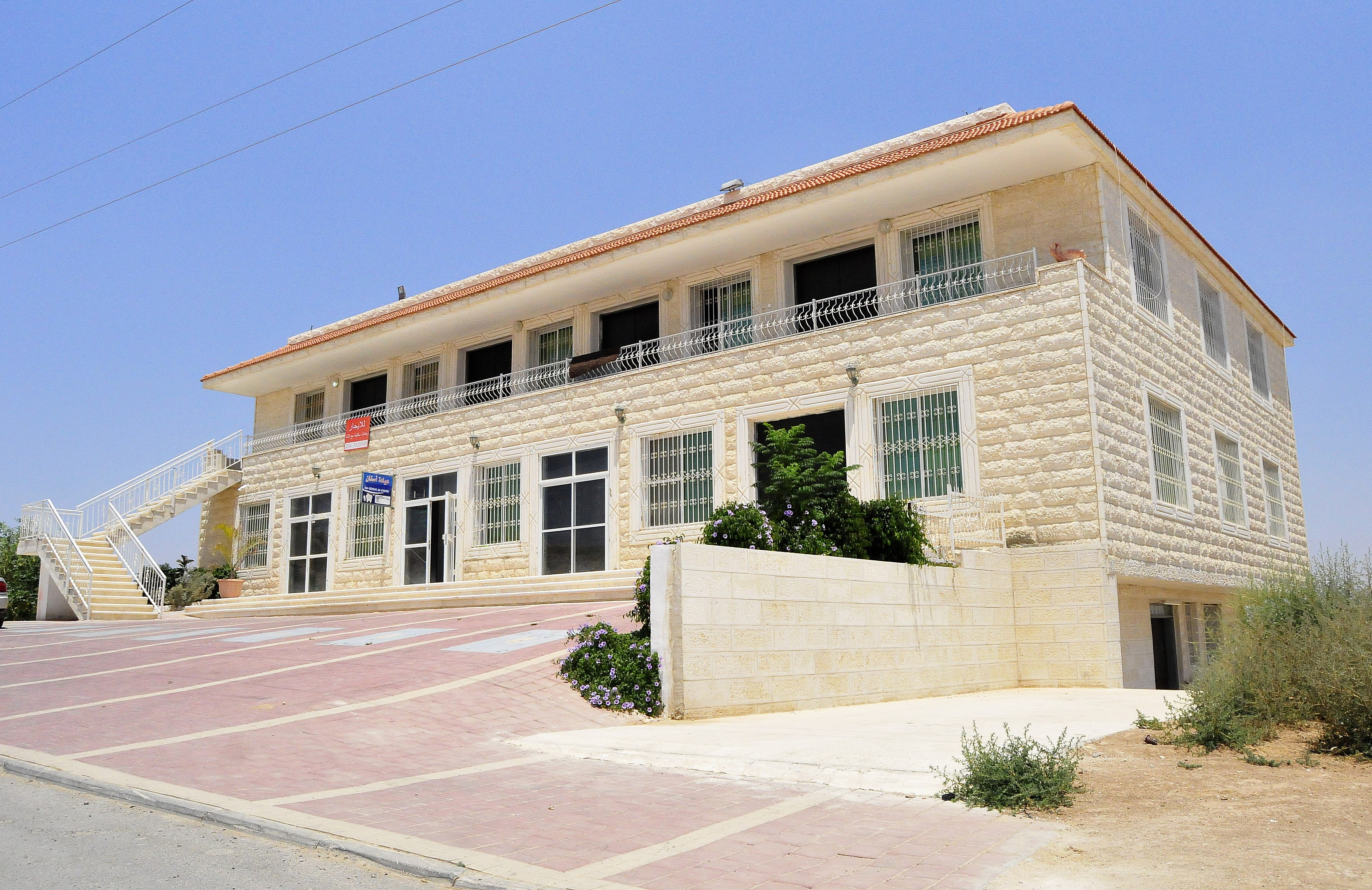
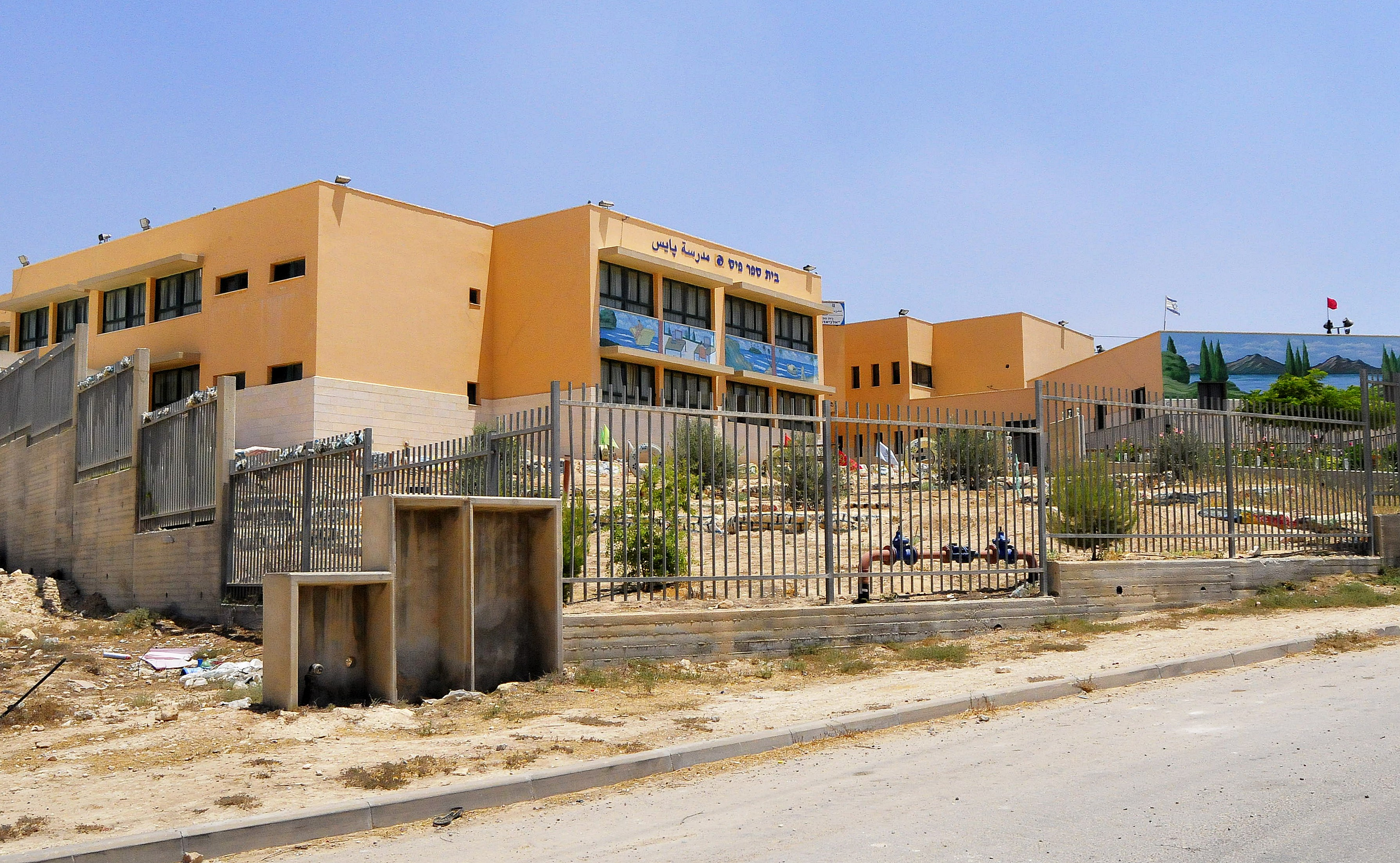
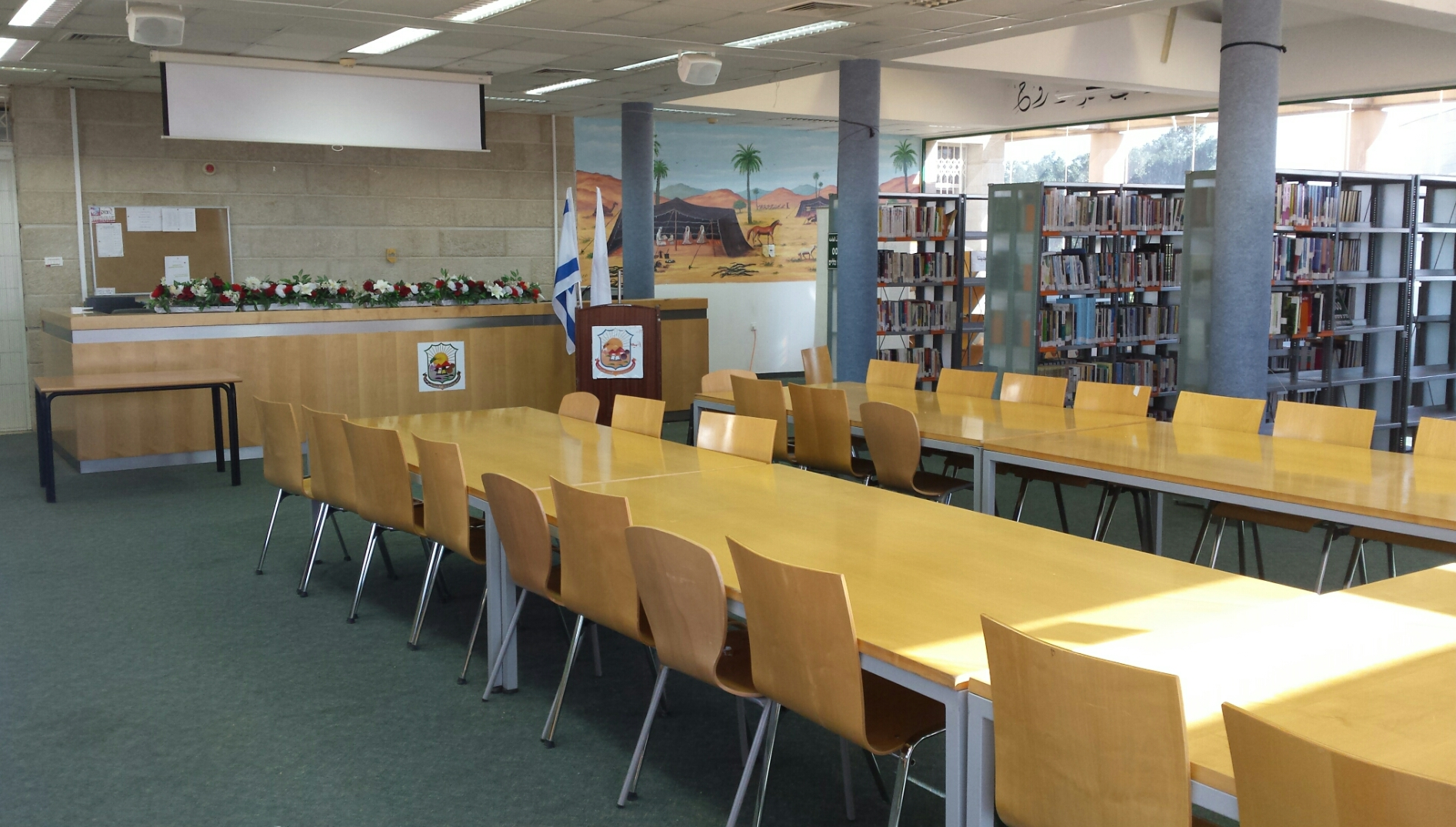
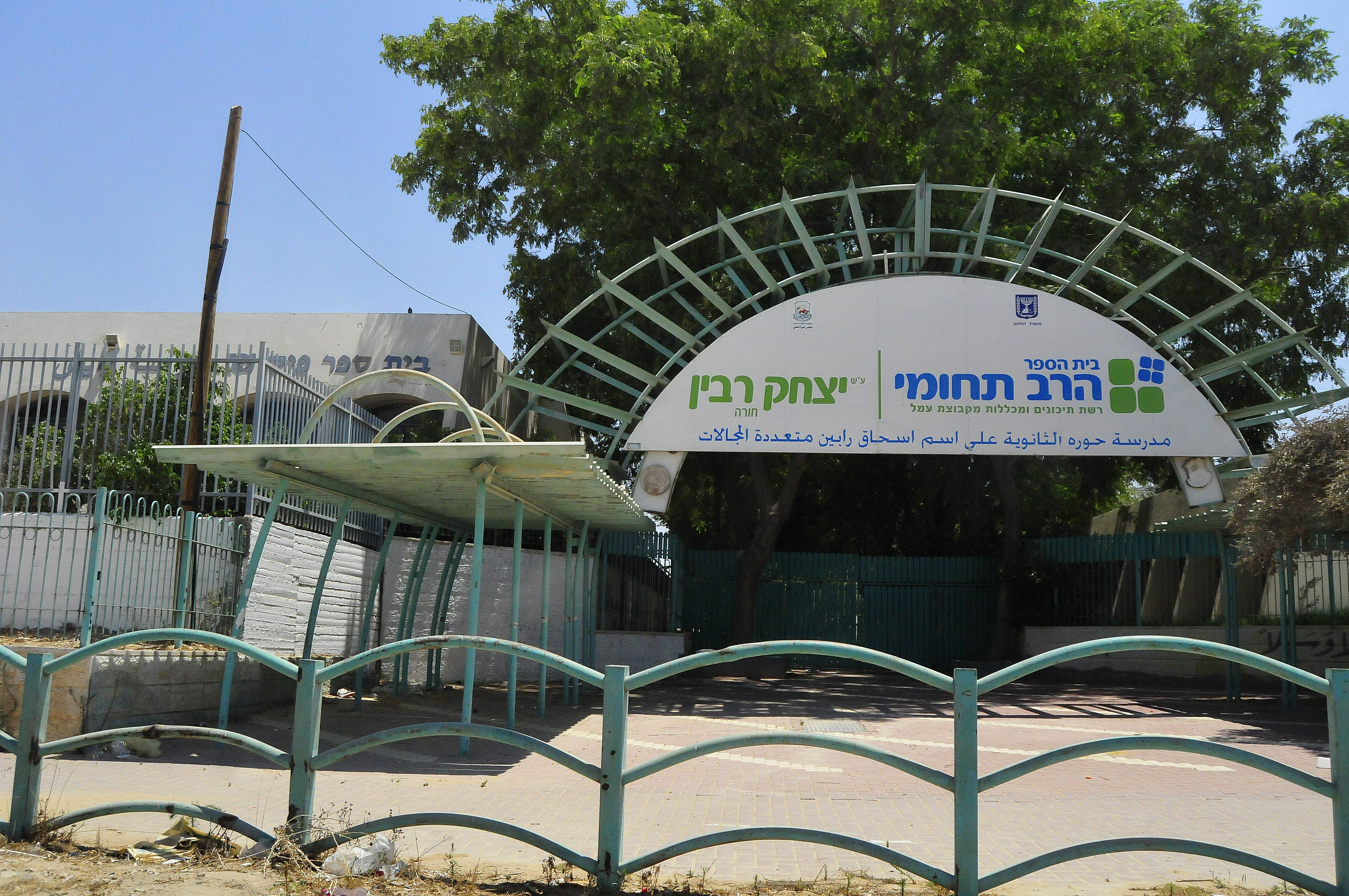